# Alfred Groote
Alfred Groote (* 8. Oktober 1812 in Heiligenhaus; † 15. April 1878) war ein preußischer Richter sowie Mitglied des Konstituierenden Reichstags des Norddeutschen Bundes.

## Leben
Groote studierte Rechtswissenschaft in Bonn, Heidelberg und Berlin. Danach war er zunächst Friedensrichter in Bacharach und später Richter am Landgericht Düsseldorf.
Von 1861 bis 1867 gehörte er dem Preußischen Abgeordnetenhaus an. Er zählte zum linken Flügel der Deutschen Fortschrittspartei. Seine Haltung brachte ihn in Konflikt mit seinem Dienstherren und führte zu seiner Entlassung aus dem Staatsdienst.
1867 war Alfred Groote Mitglied des Konstituierenden Reichstags des Norddeutschen Bundes für den Wahlkreis Düsseldorf 4 (Stadt und Kreis Düsseldorf). Trotz seiner Zugehörigkeit zur Fortschrittspartei blieb er im Reichstag fraktionslos. Er stand in Opposition zur Politik Otto von Bismarcks, der für eine kleindeutsche Lösung unter preußischer Führung eintrat und stimmte bei der Abstimmung über die Verfassung des Norddeutschen Bundes mit Nein.